# アルトゥール・フレプス
アルトゥール・マルティン・フレプス（Artur Martin Phleps、1881年11月29日 - 1944年9月21日）は、ナチス・ドイツの武装親衛隊の将軍。最終階級は親衛隊大将及び武装親衛隊大将（SS-Obergruppenführers und Generals der Waffen-SS）。

## 略歴
当時オーストリア＝ハンガリー帝国領だったトランシルバニア地方ビルテルムに生まれる。ドイツ系・オーストリア系が大量に植民している地域で、フレプスの父もオーストリアのシレジアから移民した内科医であった。シビウの学校を出た後、ブラチスラヴァの陸軍大学に通い、オーストリア＝ハンガリー帝国陸軍に入隊した。第一次世界大戦にも従軍、中佐まで昇進した。
敗戦後、オーストリア＝ハンガリー帝国は分解し、トランシルバニア地方はルーマニア王国領となった。フレプスもルーマニア軍に入隊し、少将まで昇進しカロル2世の私的な相談相手となったが、軍部の腐敗を非難したことから予備役に回され1941年に退役した。程なくドイツ国防軍に招かれた上に武装親衛隊に移籍し、第5SS装甲師団「ヴィーキング」に属する連隊の隊長となった。1942年に入り、ルーマニア・ハンガリー・クロアチア・セルビアの民族ドイツ人から第7SS義勇山岳師団「プリンツ・オイゲン」が組織されるとその初代師団長に任じられた。1942年後半には「プリンツ・オイゲン」はバルカン半島のパルチザン掃討作戦に駆り出された。パルチザン以外の民間人も大量に虐殺されることとなった。1943年4月には他の山岳師団も加えた第5SS山岳軍団の軍団長に任じられ、ボスニアのモスタル近くでパルチザン掃討作戦を行った。1943年6月に親衛隊大将に昇進するとともに騎士鉄十字章に受章し、1944年9月16日にはジーベンビュルゲン（Siebenbürgen）」親衛隊及び警察高級指導者へ就任した。
しかし1944年に行方不明となった。最期はよくわかっていないが、ソ連に捕まって殺害されたとみられる。ドイツ側はフレプスの失踪を脱走と考えていた。ハインリヒ・ヒムラー親衛隊長官みずからがフェルプスの失踪の調査を行ったが、結局、公式には戦死として処理され、柏葉付騎士鉄十字章が追贈された。フレプスの死後、ジーベンビュルゲン（Siebenbürgen）」親衛隊及び警察高級指導者は廃止された。

## 栄典

### オーストリア勲章
- 軍功章（英語版）
  - 戦争章付銅章 - 1914年10月13日受章[1]
  - 戦争章付銀章 - 1916年3月15日受章[1]
- 戦争章・剣付三等軍功十字章（英語版） - 1915年7月3日受章[1]
- 戦争章付二等赤十字従軍勲章（英語版） - 1915年10月23日受章[1]
- 戦争章・剣付三等鉄王冠勲章（英語版） - 1917年4月24日受章[1]
- 戦争章・剣付フランツ・ヨーゼフ勲章将校十字章（英語版） - 1918年7月23日受章[1]

### ルーマニア勲章
- ルーマニア星勲章（英語版）
  - 軍功リボン・剣付 - 1920年3月12日受章[1]
  - 司令官十字章 - 1933年2月28日受章[1]
- 王冠勲章（英語版）
  - 司令官 - 1927年1月1日受章
  - 大十字章 - 1939年5月10日受章

### ドイツ勲章
- 1914年版二級鉄十字章 - 1917年1月27日受章[2]
- 二級鉄十字章略章 - 1941年7月10日受章
- 1939年版一級鉄十字章 - 1941年7月26日受章[2]
- 歩兵突撃章銅章 - 1943年11月7日受章[1]
- ドイツ十字章金章 - 第VSS山岳軍団司令官、親衛隊大将及び武装親衛隊大将として1944年6月20日受章[3]
- 柏葉付騎士鉄十字章
  - 騎士鉄十字章 - SS師団 "プリンツ・オイゲン"司令官、親衛隊少将及び武装親衛隊少将として1943年7月4日受章[4]
  - 柏葉付 - 第VSS山岳軍団司令官兼ジーベルビュンゲン親衛隊及び警察高級指導者、親衛隊大将及び武装親衛隊大将として1944年11月24日に死後追贈、670人目の受章者[5]

### 各国栄典
- チェコスロバキア チェコスロヴァキア戦争十字章（英語版） - 1928年3月1日受章[1]
- ユーゴスラビア王国 二等ユーゴスラビア王冠勲章（英語版） - 1933年受章[1]
- ブルガリア王国 二等軍功勲章（英語版） - 1934年4月26日受章[1]